# 解放街道 (沈阳市)
解放街道，是中华人民共和国辽宁省沈阳市苏家屯区下辖的一个乡镇级行政单位。

## 行政区划
解放街道下辖以下地区：
广场社区、公园西社区、人民路社区、冬青社区、站前社区、苏白路社区、苏北社区、浑农社区和高楼子村。